# Moralità vittoriana

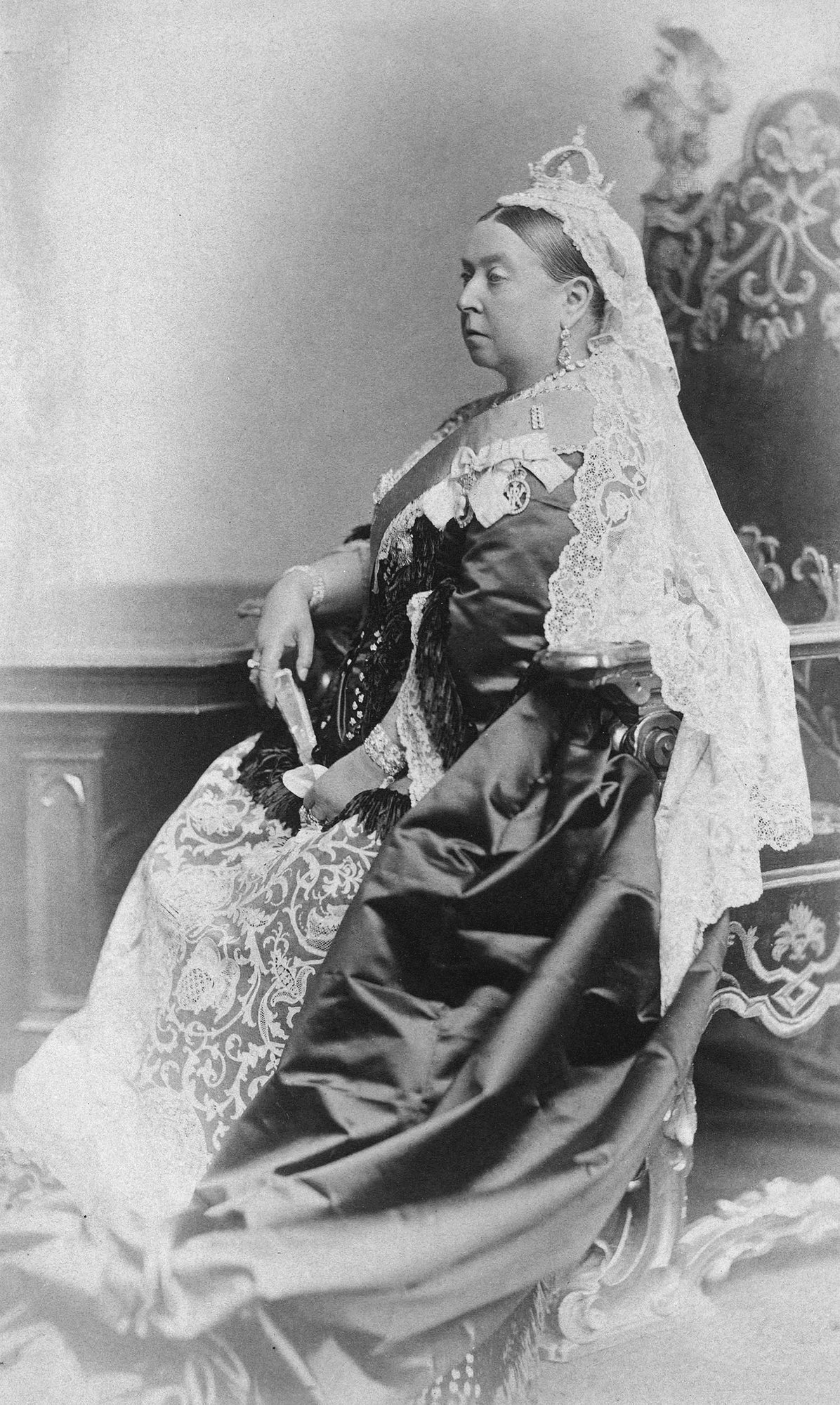
Vittoria, regina del Regno Unito di Gran Bretagna ed Irlanda

Col termine di moralità vittoriana si è soliti indicare la visione morale della popolazione inglese durante il periodo del lungo regno della Regina Vittoria (1837–1901) ed il clima morale nel Regno Unito nel XIX secolo in generale, in contrasto con la moralità della precedente Età georgiana. Molti di questi valori vennero diffusi nell'Impero britannico. Attualmente, il termine di "moralità vittoriana" viene utilizzato in senso critico per indicare leggi o carattere personale intesi a reprimere la libertà sessuale, la tolleranza del crimine ed uno stretto codice etico sociale.
Il termine "vittoriano" venne utilizzato per la prima volta nella Grande esposizione delle opere dell'industria di tutte le Nazioni di Londra del (1851), dove le invenzioni vittoriane e la morale vennero per la prima volta esposte al mondo intero. I valori vittoriani si svilupparono interessando tutti gli aspetti della vita dello stato inglese dell'epoca oltre che la società, dalla religione alla moralità, dall'élite agli industriali. Questi valori comportarono non pochi cambiamenti anche nell'intero Impero inglese.
Gli storici oggi sono soliti ritenere l'Età vittoriana come un periodo di contraddizioni, perché dietro l'apparenza di moralità esterna vi furono dei fenomeni di prevalenza sociale come ad esempio la prostituzione ed il lavoro minorile. Una pletora di movimenti sociali sorse per migliorare le condizioni di vita dei meno fortunati, inquadrati in un rigido sistema di classi.

## Sfondo storico
Il termine Victorianum racchiude in sé una serie di connotazioni, ma sovente riporta alla luce una serie di ipocrisie applicate al periodo.
Duecento anni prima il movimento puritano che aveva portato ad installare come capo di Stato inglese Oliver Cromwell, aveva temporaneamente detronizzato la monarchia inglese. Cromwell impose uno stretto codice morale alla popolazione (abolendo ad esempio le festività del Natale in quanto troppo indulgenti ai piaceri dei sensi ed ai peccati di gola).
Con la restaurazione della monarchia, fece seguito un periodo di perdita dei valori ispirato all'influenza della corte francese in tutta l'Europa, quasi una necessaria forma di ribellione alle precedenti restrizioni religiose. (Vedi: Carlo II d'Inghilterra) Le due forze sociali dei puritani e dei libertini continuarono a motivare la psiche collettiva della Gran Bretagna dalla Restaurazione in poi. Queste tensioni sottese divennero particolarmente evidenti nei monarchi che precedettero immediatamente il regno della regina Vittoria: ad esempio, suo zio Giorgio IV era noto per essere stato un playboy, la cui condotta spesso fu causa di scandali.
Il rigidismo morale che dominarono nell'atmosfera della corte e della famiglia di Vittoria sotto l'influsso del principe consorte Alberto, anche se per gli eccessi a cui giunsero costituirono talvolta oggetto di satira, «ebbero il risultato di rialzare e di consolidare il prestigio della dinastia».

## Descrizione

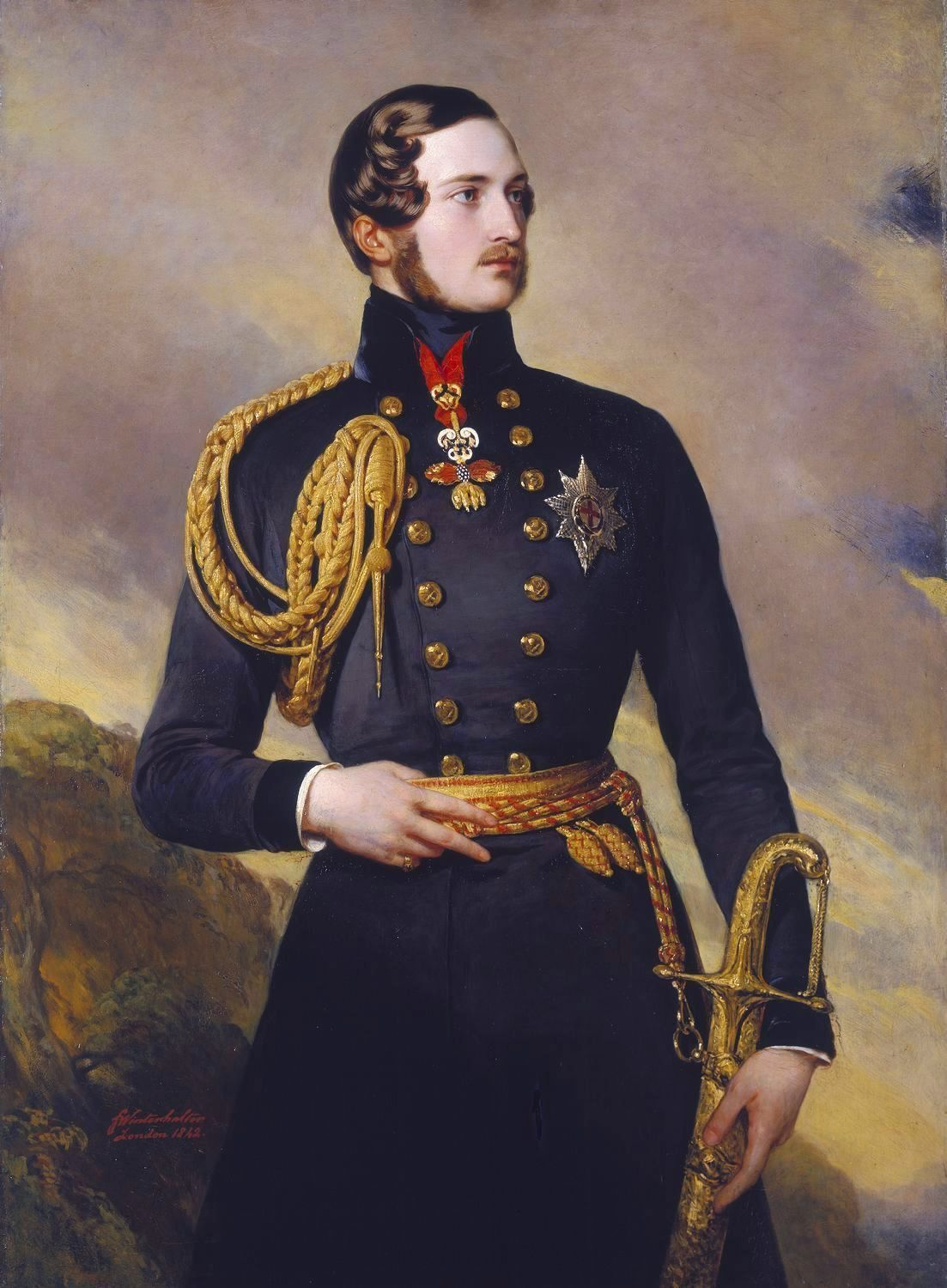
Alberto di Sassonia-Coburgo-Gotha, principe consorte inglese

Gli storici Peter Gay e Michael Mason hanno evidenziato nelle loro opere come spesso la società moderna tenda a confondere l'etichetta vittoriana con una perdita delle conoscenze. Ad esempio, l'uso di andare a fare il bagno al mare con lunghi costumi da bagno che coprivano quasi completamente il corpo delle persone o addirittura con l'uso della bathing machine, in aperto contrasto col fatto che comunque si continuassero a vedere persone che facevano il bagno completamente nude. Un altro esempio di contrasto tra la realtà e la comune percezione della sessualità di epoca vittoriana è che, al contrario di quanto ci si potrebbe aspettare, la regina Vittoria avesse tra le proprie collezioni una vasta raccolta di nudi maschili realizzati a disegno. L'idea tipica è che le donne non fossero adeguatamente formate alla sessualità e che l'esperienza della prima volta col marito risultasse del tutto traumatica, mentre in realtà in particolare nelle classi borghesi la copulazione era un fatto diffuso e non necessariamente legato all'esperienza matrimoniale.
La comunicazione scritta o verbale di emozioni o sentimenti sessuali era spesso vietata e pertanto le persone iniziarono ad utilizzare il linguaggio dei fiori. Ad ogni modo fu questo il periodo in cui vennero scritti e le principali opere inglesi a carattere erotico come ad esempio La mia vita segreta di Walter (pseudonimo di Henry Spencer Ashbee), e che iniziò la pubblicizzazione del giornale The Pearl, pubblicato per diversi anni e pubblicato in un'unica raccolta negli anni '60 del XX secolo. L'erotismo nell'epoca vittoriana sopravviveva in lettere private e persino nello studio dell'orgasmo femminile in campo medico. Alcuni storici attualmente ritengono che il mito della repressione vittoriana si sia sviluppato all'inizio del XX secolo grazie a scrittori come Lytton Strachey, membro del Bloomsbury Group, che scrisse Eminent Victorians.
Vittoria ascese al trono nel 1837, solo quattro anni dopo l'abolizione della schiavitù nell'Impero britannico. Il movimento anti-schiavista aveva lottato per anni per ottenere la definitiva abolizione della tratta degli schiavi e la loro mercificazione, ma non per contrastare i proprietari di schiavi, fatto che venne perfezionato solo nel 1833. Molti di quanti si erano opposti alla schiavitù e che pure erano proprietari di vaste piantagioni nei Caraibi che richiedevano manodopera, furono tra i primi a richiedere sovvenzioni allo stato per sopperire alla mancanza improvvisa di lavoratori.
Nell'età vittoriana, la Royal Navy controllava l'Oceano Atlantico, fermando ogni nave che veniva sospettata di trafficare schiavi dall'Africa alle Americhe, liberando ogni schiavo trovato a bordo. Gli inglesi costituirono quindi la Sierra Leone come Colonia della corona in Africa occidentale e qui trasportarono tutti gli schiavi liberati. Non a caso la capitale locale venne nominata "Freetown". Molte persone che lavoravano nelle fabbriche inglesi dell'epoca, ad ogni modo, vivevano in condizioni che ricordavano quelle della schiavitù.
L'età vittoriana condannò apertamente l'omosessualità: gli atti omosessuali rimasero classificati come offesa capitale sino al 1861. Michel Foucault ha evidenziato come de facto le identità omosessuali ed eterosessuali non emersero sino al XIX secolo e quindi in precedenza esse semplicemente non avevano distinzioni. È quindi paradossalmente sulla base di questi divieti che ebbe inizio la categorizzazione degli omosessuali che spinse nel 1895 Charles Gilbert Chaddock ad interessarsi per primo alla traduzione della Psychopathia Sexualis di Richard von Krafft-Ebing per lo studio delle pratiche sessuali.
Nella medesimo modo, durante l'epoca vittoriana si svilupparono movimenti giustizialisti e libertari che si opponevano al cinismo. Gli scritti di Charles Dickens, in particolare, ripresero queste condizioni della società inglese dell'epoca. Karl Marx e Friedrich Engels condussero le loro analisi sul capitalismo come reazione proprio alla società britannica vittoriana.

## Moralità religiosa

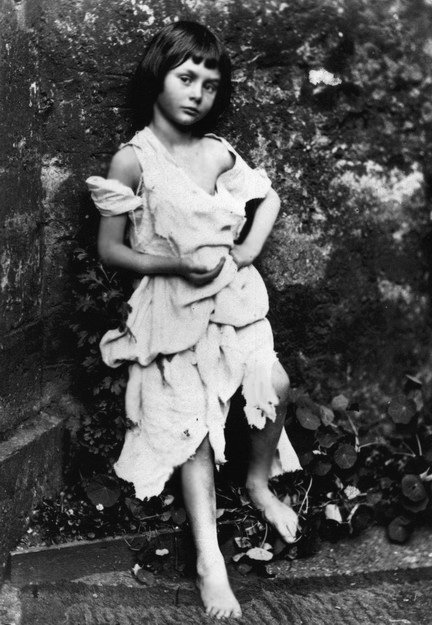
Una delle fotografie di Charles Dodgson (Lewis Carroll) della giovane Alice Liddell

La moralità religiosa cambiò drasticamente durante l'era vittoriana. Quando la regina Vittoria ascese al trono la Chiesa anglicana era molto potente dal momento che gestiva scuole ed università, e l'alto clero occupava incarichi di rilievo nella Camera dei Lords. Il potere della chiesa continuò ad imperare nelle aree rurali durante l'era vittoriana, ma così non fu nelle città industriali. Nelle città infatti il dissenso verso la chiesa divenne sempre più crescente proprio a causa della sempre crescente influenza della chiesa negli affari non religiosi del regno. La chiesa chiedeva obbedienza a Dio e sottomissione il che rendeva naturalmente le persone più malleabili nei confronti del volere della chiesa stessa e questo la poneva subito in netta contrapposizione con la borghesia, nata come un naturale fenomeno di opposizione all'alta gerarchia sociale. Non ci volle molto infatti per accusare la chiesa di connivenza con la volontà dell'élite inglese e di occuparsi in realtà molto poco delle classi più basse, tra le quali per risposta iniziarono a diffondersi religioni alternative come il metodismo, il congregazionalismo, i quaccheri ed il presbiterianesimo. Metodisti e presbiteriani nello specifico predicavano la salvezza personale attraverso la fede del singolo nella morte e risurrezione di Cristo, citando esempio come Pietro, Giacomo o Paolo. Questo sentimento di individualismo ben si adattava alla borghesia che si definiva un gruppo di self-made men.
La crisi della fede venne portata alla luce nel 1859 da Charles Darwin con la sua opera L'origine delle specie; la sua teoria era (in parole povere) che il mondo naturale si era sviluppato attraverso una serie di adattamenti graduali. Egli disse infatti che la selezione naturale e la sopravvivenza del migliore erano le ragioni per cui l'uomo era sopravvissuto sino a quel momento. La sua teoria dell'evoluzione basata sull'evidenza empirica metteva ovviamente in discussione il credo del cristianesimo ed i valori vittoriani dell'epoca, minacciati ora da una "spiegazione scientifica" alla creazione del cosmo e dell'uomo che si slegava da quella biblica voluta da Dio.

## Valori dell'élite e della borghesia

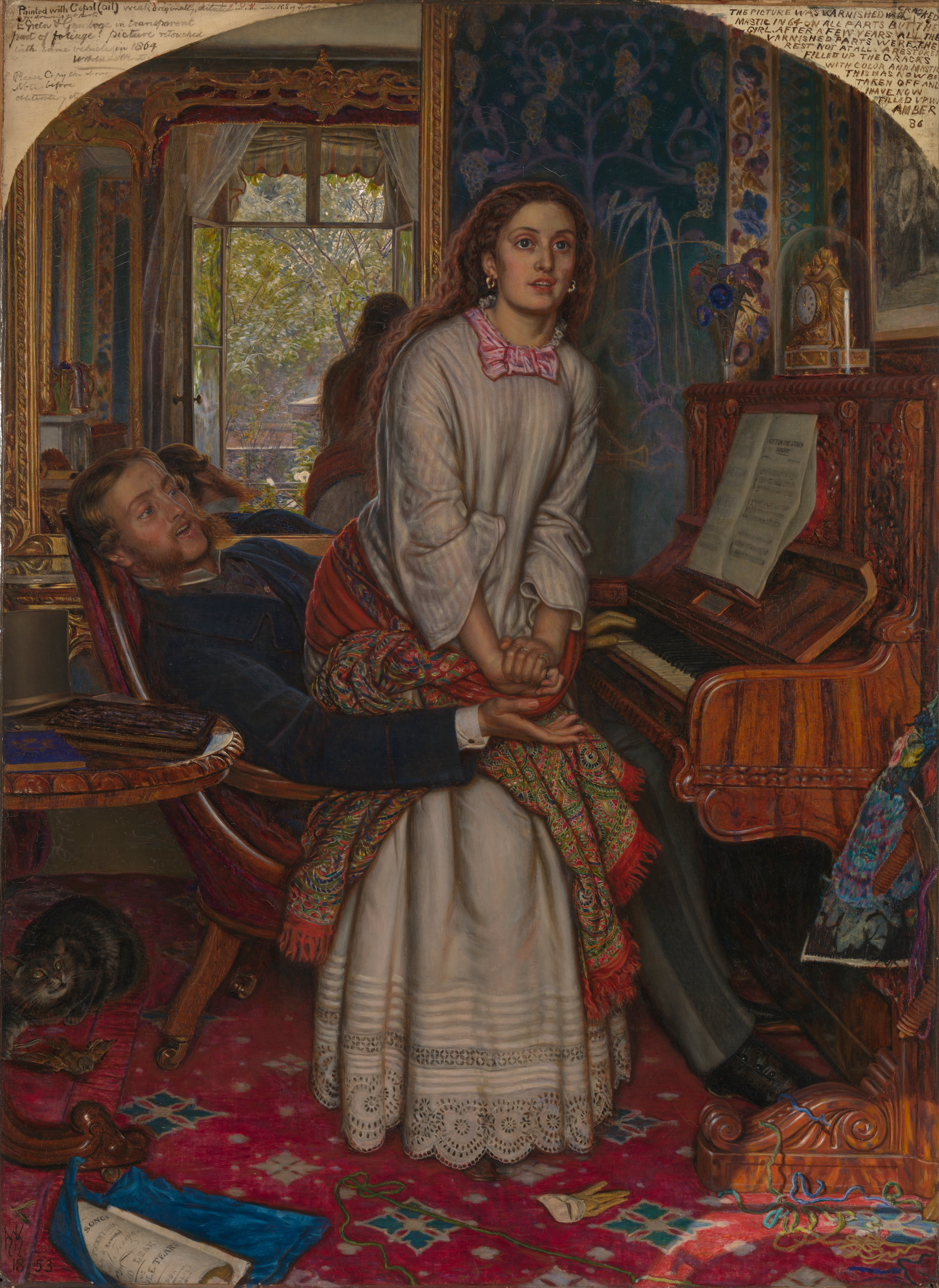
Il risveglio della coscienza di William Holman Hunt (1853)

All'inizio dell'età vittoriana, l'élite inglese aveva il controllo totale della società e della politica del regno. In tutto erano circa 300 famiglie che poggiavano strettamente sui loro valori di classe. Ad ogni modo, col farsi strada di nuovi valori come ad esempio l'individualismo divennero un'aspirazione dominante nella borghesia. Come nel Sogno americano, l'idea che l'uomo potesse arricchirsi tramite il duro lavoro, mise in difficoltà le famiglie che da secoli vivevano di rendita.

### I valori delle classi alte
Le classi alte della società inglese (l'élite) avevano per valori la storia famigliare, l'eredità, la linea genealogica e la continuità della famiglia. Gli appartenenti a questa classe credevano di essere nati per governare per diritto divino. Avevano una visione paternalistica della società, vedendosi come i padri di famiglia di tutto il popolo. Noblesse oblige divenne il loro credo come pure il "dovere" dell'élite di occuparsi della società. L'élite continuò imperturbabile a rimanere nelle proprie posizioni, portando avanti valori tipici del cripto-feudalesimo attraverso la primogenitura ed il tema dell'onore. L'élite intendeva rimanere al proprio posto per ricchezza e moralità, sebbene la crisi finanziaria spesso giunse a minare le loro posizioni, costringendola ad aprire i propri ranghi anche alla borghesia più ricca, permettendo a quest'ultima di comprare i loro palazzi e di porsi nei ranghi stessi dell'élite della società per il solo pretesto di avere del denaro.